# ZZ Top: A Tribute from Friends
ZZ Top: A Tribute from Friends è un album tributo al gruppo musicale statunitense ZZ Top, pubblicato nel 2011.

## Tracce
1. Sharp Dressed Man – 4:03 – The M.O.B. (Steven Tyler, Mick Fleetwood, John McVie, Jonny Lang, Brett Tuggle)
2. Gimme All Your Lovin' – 3:10 – Filter
3. Tush – 2:49 – Grace Potter and the Nocturnals
4. Legs – 3:15 – Nickelback
5. Cheap Sunglasses – 4:14 – Wolfmother
6. Got Me Under Pressure – 3:48 – Loaded
7. Beer Drinkers and Hell Raisers – 3:13 – Coheed and Cambria
8. Just Got Paid – 3:35 – Mastodon & Billy Gibbons
9. Rough Boy – 3:05 – Wyclef Jean
10. Waitin' for the Bus / Jesus Just Left Chicago – 6:31 – Daughtry
11. La Grange – 8:04 – Jamey Johnson & Billy Gibbons